# یواس‌اس دلفین (۱۸۲۱)
یواس‌اس دلفین (۱۸۲۱) (به انگلیسی: USS Dolphin (1821)) یک کشتی بود که طول آن ۸۸ فوت (۲۷ متر) بود. این کشتی در سال ۱۸۲۱ ساخته شد.